# Distrito de Paccha (Chota)
El Distrito de Paccha es uno de los diecinueve que conforman la Provincia de Chota, ubicada en el Departamento de Cajamarca, bajo la administración del Gobierno regional de Cajamarca, en el norte del Perú. Limita por el norte con el Distrito de Chadín; por el este con el río Marañón; por el sur con el Bambamarca; y por el oeste con la cordillera Huasmín y el río Llaucano.

## Historia
El distrito fue creado mediante Ley del 2 de enero de 1857, en el gobierno del Presidente Ramón Castilla.

## Geografía
Está situado en la parte oriental de Chota, la capital provincial, a 40 km de dicha ciudad.

## Capital
Tiene como capital al poblado de Paccha. Paccha significa caída de agua.

## Autoridades

### Municipales
- - Alcalde: Ing. César E. Zorrilla Rodríguez 2023 -2026

- 2015-2018
  - Alcalde: Iván Alex Núñez Gaona. ....
  - Regidores: Pablo Saldaña Aguilar, Evaristo Napoleón Rodríguez Barboza, Belcer Alejandro Zorrilla Rodríguez, Celinda Huaman Rocha, Jose Santos Marin Saldaña

- 2011-2014
  - Alcalde: Leoncio Ruiz Vera, del Movimiento Compromiso Campesino (MCC).
  - Regidores: José Santos Marin Saldaña (MCC), Víctor Abel Díaz Vasquez (MCC), José Persy Colunche  Rodríguez (MCC), María Olga Delgado Diaz (MCC), Luis Alberto Fustamante Idrogo (Fuerza Social).[1]

### Religiosas
- IGLESIA CATOLICA

```
 Angel Mego Mego
```

- IGLESIA ADVENTISTA DEL SEPTIMO DIA

```
 Pr. Yordin Huaman Ticlla
```

- IGLESIA DEL NAZARENO

```
 Ptr. Alcibar Diaz Idrogo
```

/*POLICIALES*/
COMISARIO 
SO2 PNP CARLOS ALBERTO GARCIA MEGO
INVESTIGACIONES 
SO2 PNP VICTOR MANUEL FERNANDEZ URIARTE

## Economía
Su población se dedica a la agricultura, así como a la cría de ganado vacuno y ovino.

## Demografía
La población es de 5 155  habitantes (censo 2007), de los cuales un 75% pertenecen a la zona rural.

## Festividades
- Julio 28: San Miguel Arcángel

## Atractivos turísticos
- Los pueblitos de Uñigán
- Valle del río Llaucano y bosques naturales
- Minas de carbón de piedra
- Catarata “El Chorro Blanco”.
- La Laguna Larga "Uñigan"
- Los Almudes "El Lirio"